# Citroën C1 I
Pour l’article homonyme, voir Citroën C1.
Les Citroën C1 et Peugeot 107 sont des automobiles urbaines jumelles pour quatre personnes à trois et cinq portes commercialisées du 20 juin 2005 au 4 juin 2014 par les constructeurs français Citroën et Peugeot.
Les C1, Peugeot 107 et Toyota Aygo sont construites dans l'usine de TPCA, société commune entre PSA Peugeot Citroën et de Toyota à Kolín en République tchèque. Ces trois véhicules ont été présentés en première mondiale au Salon de Genève et lancés en série le 28 février 2005. Ils sont disponibles de 2005 à 2014 puis remplacés par les Citroën C1 et Toyota Aygo de deuxième génération et par la Peugeot 108.

## Historique
La décision de produire ces voitures d'entrée de gamme a été prise le 12 juillet 2001, lorsque les présidents de Toyota et de PSA Peugeot Citroën, Fujio Cho et Jean-Martin Folz, ont décidé de produire une petite voiture en commun pour en partager les coûts de développement et lui garantir des tarifs à partir de 8 500 euros.
Les concurrentes sont les Renault Twingo II, Smart Fortwo, Fiat Seicento, Daihatsu Cuore II, Daewoo Matiz II, Fiat Panda II et Volkswagen Fox.
La C1 pèse 150 kg de plus que la Citroën AX soit + 23 % afin d'assurer une sécurité accrue.

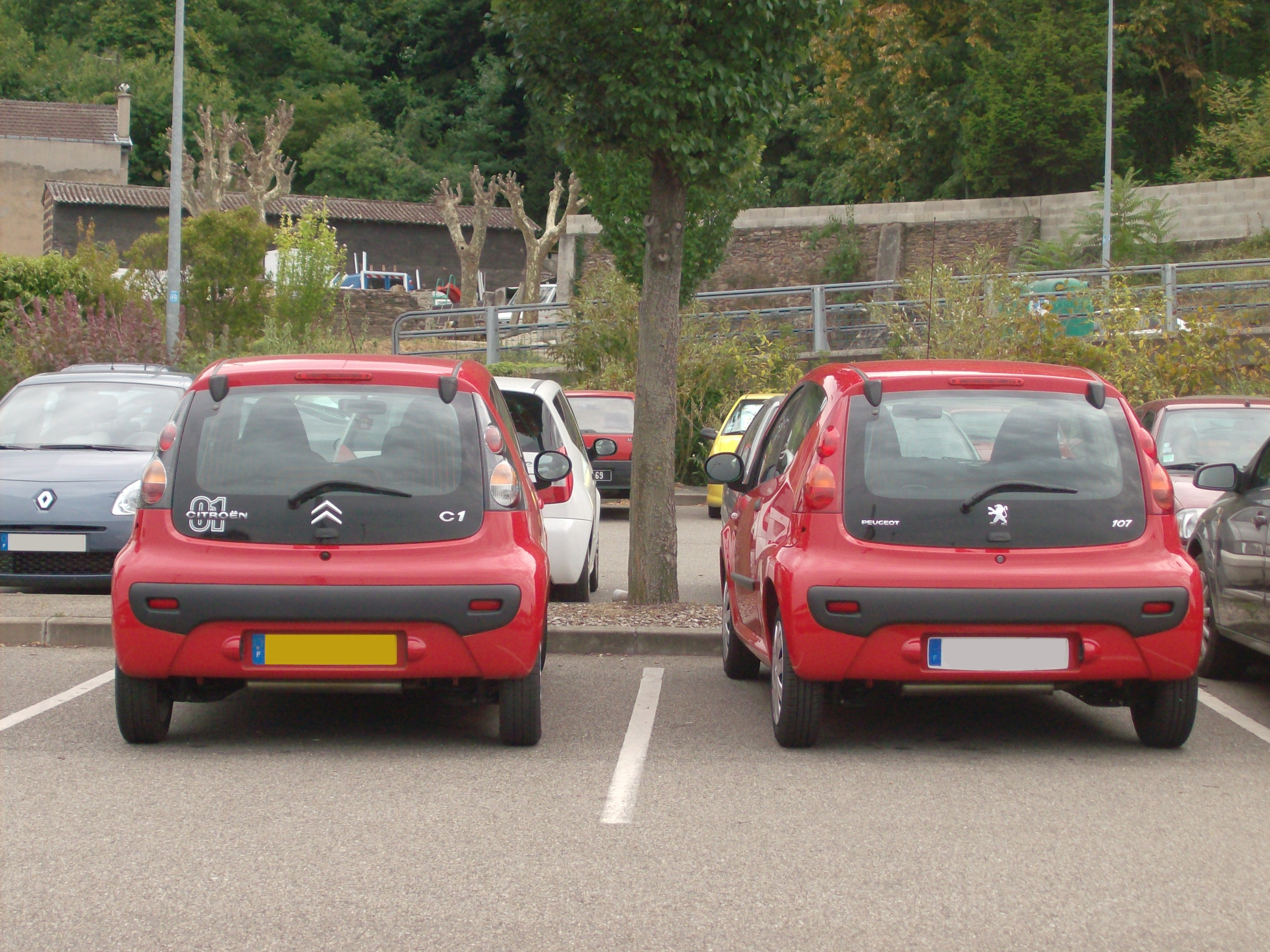
Vue arrière d'une C1 (à gauche) et d'une 107 (à droite).

La Citroën se démarque par ses feux avant tout en rondeurs (en forme de goutte d'eau) et sa grande grille d'aération située sous la calandre. Les feux arrière présentent également la spécificité, par rapport à la 107, d'être noirs à bulbes transparents (et non intégralement rouges). À l'intérieur, seul le volant diffère.
Les appuie-tête avant sont intégrés, les vitres arrière sont à compas sur le modèle cinq portes, et fixes sur la trois portes. Le hayon est une simple vitre teintée en noir dans sa partie basse (afin de supporter visuellement le logo C1 et les chevrons, ainsi que l'essuie-glace).
Après un premier restylage, la C1 possède un pare-chocs avant de forme différente, la grille d'aération est concentrée au milieu en une espèce de « bouche » entourée de chrome. Lors du second restylage du 5 janvier 2012, la Citroën C1 reçoit de nouveaux chevrons dans un cercle noir et de nouveaux antibrouillards à LED.

À la fin de sa carrière, la C1 change de nom sur le marché grec pour devenir Citroën C1eco. Dans ce pays, elle bénéficie également d'une version utilitaire exclusive, nommée Citroën C1eco Entreprise. Cette version à deux places est commercialisée en Grèce de 2012 à 2014.

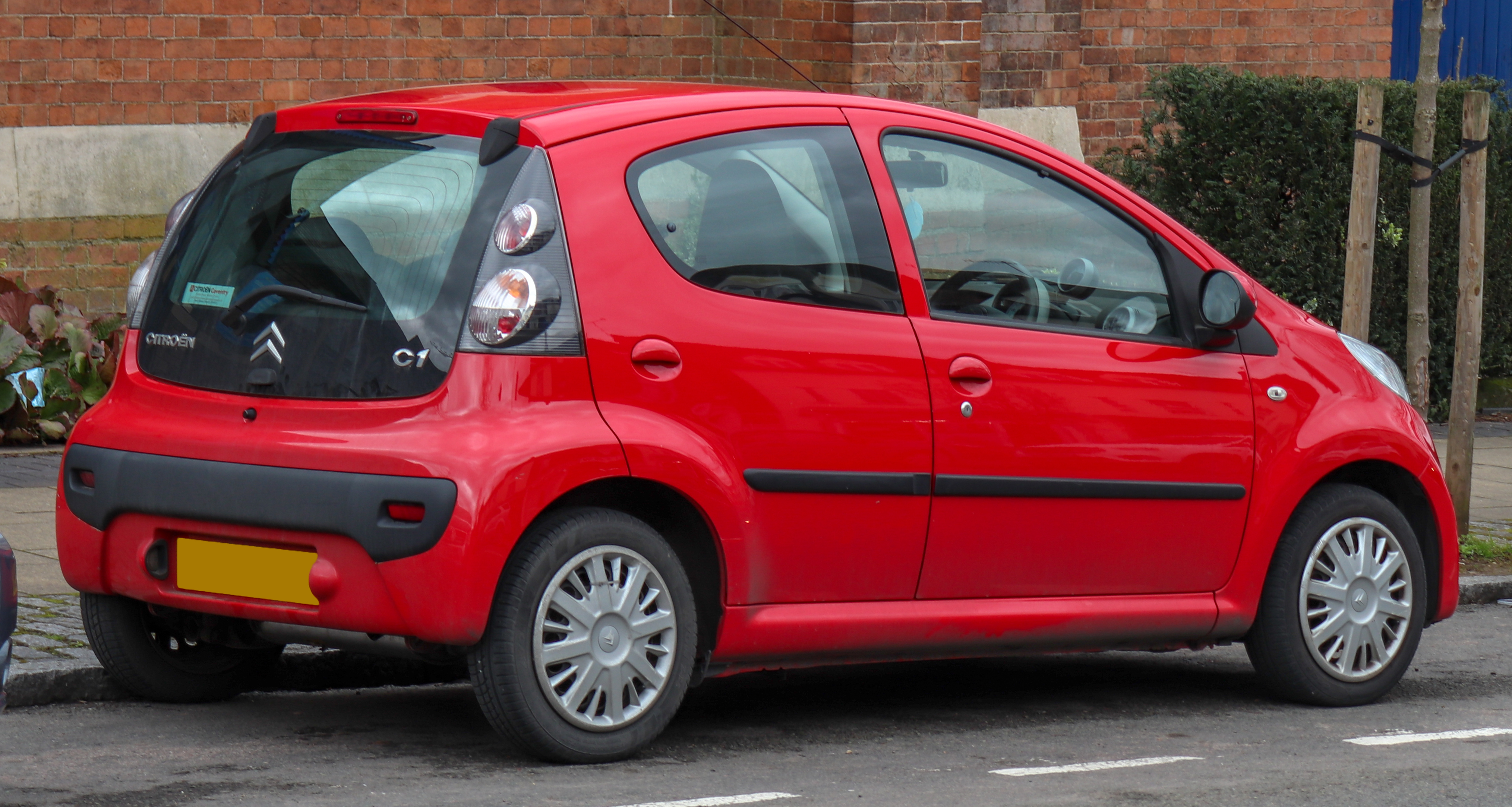
Citroën C1 I phase 1
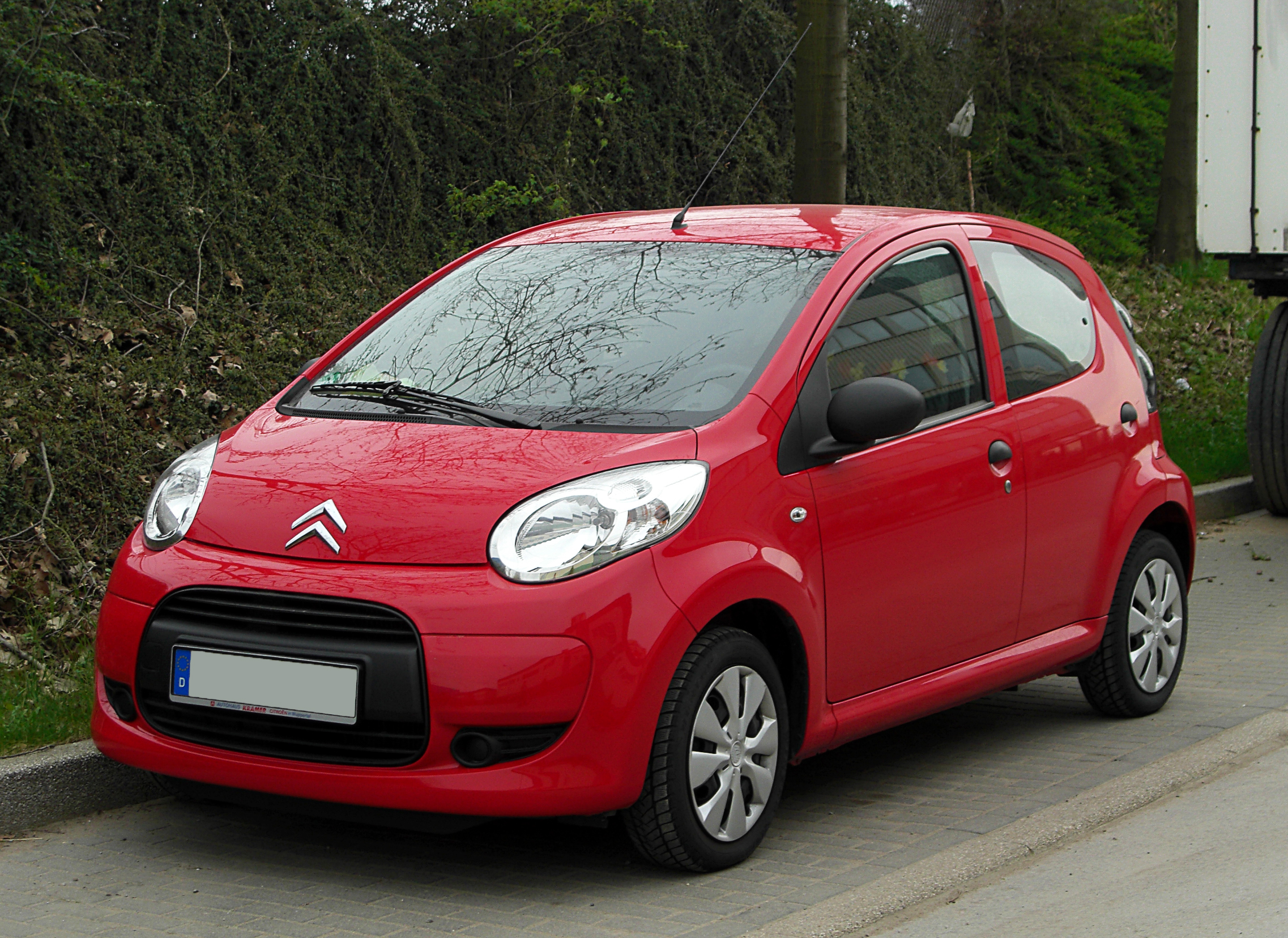
Citroën C1 I phase 2
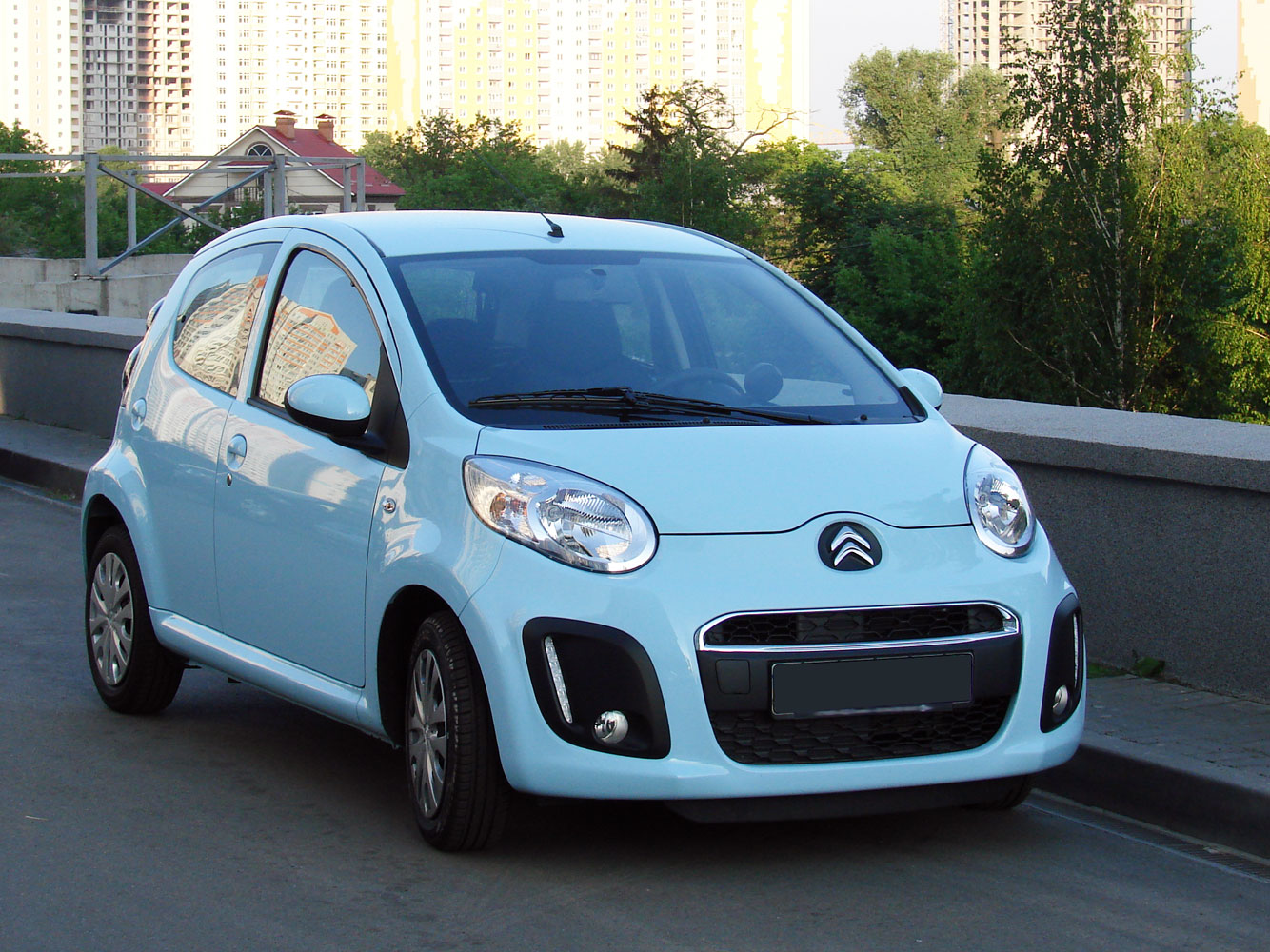
Citroën C1 I phase 3

## Finitions
Elle est disponible en deux finitions, base et Pack, avec une transmission manuelle, ou semi-automatique robotisée en option sur le moteur essence uniquement. Depuis le restylage du 3 novembre 2008, il existe trois niveaux de finition.

### Attraction
C'est l'entrée de gamme de la C1. Elle propose à partir de 9 200 € des sièges maille bi-ton gris, un ABS, un contrôle de stabilité en courbe CSC, deux airbags frontaux conducteur et passager, un anti-démarrage par transpondeur, un bandeau de contact avant et arrière, des pré-tensionneurs et limiteurs d'effort avant, une roue de secours standard en tôle, un compteur kilométrique avec totalisateur journalier, un essuie-glace arrière, des rétroviseurs extérieurs à réglage manuel, une alarme sonore d'oubli d'extinction des feux, une banquette arrière avec dossier rabattable, une prise 12 V, une tablette arrière cache-bagages, des vitres avant manuelles, un pré-équipement radio. (Lecteur CD avec deux petites enceintes intégrées au tableau de bord)
Les options sont la peinture métallisée et la direction assistée avec volant réglable en hauteur.
Le moteur disponible avec cette finition est un 1.0i de 68 chevaux, avec une boîte de vitesses manuelle à 5 rapports.

### Confort
C'est le milieu de gamme de la C1. Il propose à partir de 9 850 € puis 10 350 € les équipements évoqués ci-dessus ajoutés à des appuis-têtes arrière réglables, des airbags latéraux avant, des baguettes latérale de protection, 2 fixations ISOFIX pour sièges enfants, un compte-tours à aiguille, une direction assistée, un volant réglable en hauteur, une banquette arrière avec dossiers rabattables 50/50, une condamnation centralisé avec Plip HF, lèves vitres AV électriques, des coquilles de rétroviseur et poignées de porte ton caisse, une calandre chromée.
Les sièges maille bi-ton gris disparaissent au profit de sièges en velours.
Les options sont la peinture métallisée, l'air conditionné, un système audio « C2 RDS 2HP », et les jantes en alliage de 14 pouces.
Les moteurs disponibles avec cette finition sont un Diesel HDI 55 ch BVM5, un 1.0i de 68 ch avec une boîte de vitesses manuelle à 5 rapports et un 1.0 de 68 ch avec une boîte robotisée « Sensodrive ».

### Exclusive
C'est le haut de gamme de la C1 dès 12 200 €. Cette finition s'enrichit d'une sellerie cuir et alcantara, de la climatisation manuelle, d'un radio CD, de jantes aluminium et d'un pommeau de levier de vitesse et volant en cuir.
Les moteurs disponibles avec cette finition sont un Diesel HDI 55 ch BVM5, un 1.0i de 68 ch avec une boîte de vitesses manuelle à 5 rapports et un 1.0 de 68 ch avec une boîte robotisée « Sensodrive ».

### Audace
Réservée à l'exportation, cette C1 possède un double toit ouvrant, équipement que ne possèdent pas les modèles français.

## Moteurs
Les moteurs proposés sont :
- le bloc 1 litre essence d'origine Toyota ;
- le 1,4 litre Diesel HDi, avec rampe commune. Ce moteur n'est plus proposé depuis 2011.

Le moteur essence, qui profite de l'expertise de Toyota, est muni d'un système VVT-i de calage variable de la distribution en continu, géré par informatique (en fonction de l'accélération, de la charge…). Le moteur n'a que trois cylindres.
Chez Toyota, ce moteur est lui-même prélevé dans la section « petits modèles » de la marque, c'est-à-dire la marque Daihatsu.
On le retrouvera sur de nombreux modèles de voitures japonaises de petite taille, et même sur une future Subaru ressemblant fortement à une Opel Agila.
Le Diesel de cylindrée 1,4 litre est un modèle à 4 cylindres d'origine PSA.
|                            | Moteur essence                                     | Moteur diesel                                      |
| -------------------------- | -------------------------------------------------- | -------------------------------------------------- |
| Moteur                     | 3 cylindres en ligne (type 1KR-FE (en))            | 4 cylindres en ligne avec turbo (type DV/DLD)      |
| Nombre de soupapes         | 12                                                 | 8                                                  |
| Cylindrée                  | 998 cm3                                            | 1 398 cm3                                          |
| Puissance maxi             | 68 ch à 6 000 tr/min                               | 55 ch à 4 000 tr/min                               |
| Couple maxi                | 93 N m à 3 600 tr/min                              | 130 N m à 1 750 tr/min                             |
| Boîte de vitesses          | 5 vitesses, manuelle ou boîte robotisée Sensodrive | 5 vitesses, manuelle ou boîte robotisée Sensodrive |
| Vitesse maxi               | 157 km/h                                           | 154 km/h                                           |
| 0-100 km/h                 | 13,7 s                                             | 15,6 s                                             |
| Consommation (en L/100 km) | 4,5                                                | 4,1                                                |
| Émissions de CO2 (en g/km) | 106                                                | 109                                                |

## Transmission
Les deux boîtes de vitesses proposées sont :
- la boîte manuelle 5 rapports sur tous les modèles ;
- la boîte manuelle robotisée 5 rapports en option, disponible uniquement pour le modèle essence 1.0i.

La boîte manuelle robotisée pouvant également fonctionner comme une automatique.

## Freinage
Le freinage est assuré par des disques ventilés avec étriers mono-piston flottants à l'avant (que ses concurrentes n'ont pas systématiquement) et de simples tambours à l'arrière.
La tenue de cap du véhicule en freinage appuyé est très correcte, même si le poids réduit de la structure a tendance à rendre l'ABS assez pointilleux.

## Sécurité et habitabilité
Quatre personnes peuvent y prendre place, et elle est dotée en série pour l'Europe de l'Ouest d'un ABS, de deux coussins gonflables frontaux et d'un système de contrôle de stabilité en courbe dit CSC (mais qui n'est pas l'ESP proposé en option).
La C1 a également obtenu 4 étoiles aux crash-tests Euro NCAP pour les adultes (3 pour les enfants), avec un score total de 26 points sur 37, et elle obtient 2 étoiles pour la protection des piétons.

## Séries spéciales

### C1 ricC1one
Série limitée à 200 exemplaires italienne accompagnant le lancement de la C1 en 2005 ; à cette occasion la station balnéaire de Riccione a été rebaptisée "ricC1one" et couverte de publicités. La série spéciale en elle-même ajoute à l'équipement de série de la finition médiane amiC1 un logo riC1one sur le hayon, des housses de siège style "transat" rayées blanc et rouge, des entourages de compteurs, d'aérateurs et de planche de bord spécifiques rouges, un pommeau de levier de vitesse dédié en aluminium rouge, un lecteur CD et un iPod Shuffle 512 Mo pouvant être raccordé au système audio.

### C1 Chrono
Basée sur la finition haute "Pack", cette C1 vendue uniquement en France à 800 exemplaires durant l'année 2006 se pare d'une décoration se voulant sportive, consistant en des coques blanches de rétroviseurs, des bandes et des logos blancs "01" sur les portes, le capot et le hayon, des jantes spécifiques ainsi que divers inserts blancs à l'intérieur. 

## Sources
- Cet article est partiellement ou en totalité issu de l'article intitulé « Citroën C1 - Peugeot 107 - Toyota Aygo » (voir la liste des auteurs).
- xelopolis.com

1. ↑  La rédaction, « Voici les Peugeot 107, Toyota Aygo   et Citroën C1  », sur caradisiac.com (consulté le 21 novembre 2023).
2. ↑  (el) Car and Driver, « Νέο Citroen C1 ECO Entreprise από 9.090 ευρώ », sur Car & Driver (consulté le 6 avril 2021)